# Meuschlitz
Meuschlitz ist ein Gemeindeteil der Gemeinde Plankenfels im Landkreis Bayreuth (Oberfranken, Bayern). Meuschlitz liegt in der Gemarkung Schönfeld.

## Geografie
Der Weiler Meuschlitz liegt im nördlichen Teil der Fränkischen Schweiz und in Hanglage auf der linken Talseite des Baches Lochau, der zum Einzugsgebiet der Wiesent gehört. Die Nachbarorte sind Wohnsdorf, Utzbürg und Schönfeld im Norden, Truppach und Mengersdorf im Nordosten, Schnackenwöhr und Ringau im Südosten, Plankenstein und Altneuwirthshaus im Süden, Kalkbüsch, Wadendorf und Scherleithen im Südwesten sowie Gottelhof und Hainbach im Nordwesten. Meuschlitz ist von dem zwei Kilometer entfernten Plankenfels aus über eine Ortsverbindungsstraße erreichbar.

## Geschichte
Bis zur Gebietsreform in Bayern war Meuschlitz ein Gemeindeteil der Gemeinde Schönfeld im Landkreis Ebermannstadt. Die mit dem bayerischen Gemeindeedikt von 1818 gebildete Gemeinde hatte 1961 insgesamt 403 Einwohner, davon 19 in Meuschlitz, das damals vier Wohngebäude hatte. Als die Gemeinde Schönfeld zum Beginn der Gebietsreform am 1. Januar 1972 nach Hollfeld eingemeindet wurde, wurde Meuschlitz zunächst zu einem Gemeindeteil dieser Stadt. Gegen Ende der Gebietsreform wurde Meuschlitz dann aber am 1. Januar 1977 nach Plankenfels umgegliedert und ist seither ein Gemeindeteil dieser Gemeinde.